# Імбрамовиці (Нижньосілезьке воєводство)
Імбрамовиці (пол. Imbramowice, нім. Ingramsdorf) — село в Польщі, у гміні Жарув Свідницького повіту Нижньосілезького воєводства.
Населення — 626 осіб (2011).
У 1975-1998 роках село належало до Валбжиського воєводства.

## Демографія
Демографічна структура станом на 31 березня 2011 року:
|          | Загалом | Допрацездатний вік | Працездатний вік | Постпрацездатний вік |
| -------- | ------- | ------------------ | ---------------- | -------------------- |
| Чоловіки | 299     | 52                 | 230              | 17                   |
| Жінки    | 327     | 67                 | 194              | 66                   |
| Разом    | 626     | 119                | 424              | 83                   |